# Alexander Pope
 Alexander Pope  (21 tháng 5 năm 1688 - 30 tháng 5 năm 1744) là nhà thơ và dịch giả người Anh đầu thế kỷ XVIII. Ông được biết đến là tác giả của các tác phẩm mang tính châm biếm gây tranh cãi The Rape of the Lock, The Dunciad và An Essay on Criticism, cũng như dịch giả của các trường thi Homeros.